# 박상원의 아름다운 TV 얼굴
《박상원의 아름다운 TV 얼굴》은 1997년 11월 5일부터 2002년 3월 30일까지 방송되었던 예능 프로그램이다.

## 기획 의도
- 스타의 진솔한 인터뷰, 영상, 우리 이웃의 훈훈한 미담 등을 소개하는 예능 프로그램이다.

## 코너
- 스타 모놀로그 : '셀프 카메라'와 함께 <아름다운 TV-얼굴>을 지금까지 지켜오고 있는 장수 코너다. 타이틀 그대로 스타 그들이 이야기하는 '나'에 대한 이야기들... 인터뷰 형식의 새로운 장을 제시하기도 한 스타 모놀로그는 시작부터 새로운 카메라 앵글과 아름다운 화면색으로 주목을 받았으며, 또한 매번 바뀌는 예쁜 촬영 장소로도 시선을 끌기 충분하였다. 하지만 무엇보다도 우리들에게 '스타'라는 이름으로 불리는 이들의 솔직한 이야기들을 들을 수 있다는 점이 가장 주목 받아야할 점이라고 볼 수 있다.
- 로드 인터뷰 : 가장 최근 신설된 코너다. 길에서 하는 인터뷰라는 뜻에서 정해진 이름 '로드 인터뷰'.... '길'이라는 소재가 주는 발랄하고 변화 무쌍함을 담고 진행되는 인터뷰 코너다. 이 코너에서는 인터뷰 도중 여러 가지 에피소드가 일어날 수 있다. 평소 못만났던 친구를 만날 수도 있으며, 자신을 좋아하는 팬들과의 자연스러운 만남도 있을 수 있는... 꾸밈없는 분위기 속에서 스타들의 더욱 자연스러운 모습을 만날 수 있는 느낌 있는 인터뷰 코너.
- 셀프 카메라 : 요즘도 아주 많은 프로그램에서 같은 이름으로도 시도되고 있는 코너다. 사실 이런 모든 셀프 카메라의 원조이기도 한 이 코너는 말 그대로 스타가 직접 자신이 사는 모습을 찍어서 보여주는 형식의 프로그램이다. 사람 누구에게나 있다는 관음증을 충족시켜서인지 아니면 스타들의 무대 밖의 모슴과 화장을 지운채 카메라 앞에 공개되는 그들의 스타답지 않은 진실된 모습을 볼 수 있어서 그런지 시작부터 지금까지 가장 인기있는 코너이기도 하다.
- 피플 써치 : 형식이 정해져 있지 않은 항상 새로운 형식의 코너. 주로 영화, 광고, 신문 등에서 주목받고 있는 그야말로 주목받는 이들을 위한 코너다. 그 대상은 신인 스타가 될 수도 있으며, 일반일 수도 있는데 이 코너의 형식 역시 그렇게 결정된 사람에 따라 항상 달라진다. 그리고 이 코너를 통해 사람들이 혼잣말로 흘리는 '이 사람은 누구지?'에 대한 궁금증을 빠뜨르지 않고 충족시켜주는 프로그램이라고 할 수 있다.

## 방송 시간
| 방송 채널 | 방송 기간                           | 방송 시간                              |
| --------- | ----------------------------------- | -------------------------------------- |
| MBC TV    | 1997년 11월 5일 ~ 1997년 12월 31일  | 매주 수요일 밤 11시 ~ 11시 50분        |
| MBC TV    | 1998년 1월 4일 ~ 1998년 2월 1일     | 매주 일요일 밤 11시 30분 ~ 12시 25분   |
| MBC TV    | 1998년 2월 8일 ~ 1998년 5월 3일     | 매주 일요일 저녁 6시 ~ 6시 50분        |
| MBC TV    | 1998년 5월 10일 ~ 1998년 5월 31일   | 매주 일요일 밤 11시 30분 ~ 12시 20분   |
| MBC TV    | 1998년 7월 12일 ~ 1998년 10월 25일  | 매주 일요일 밤 11시 30분 ~ 12시 20분   |
| MBC TV    | 1998년 6월 7일 ~ 1998년 7월 5일     | 매주 일요일 밤 11시 40분 ~ 12시 30분   |
| MBC TV    | 1998년 10월 27일 ~ 1998년 12월 8일  | 매주 화요일 밤 12시 10분 ~ 1시 5분     |
| MBC TV    | 1999년 1월 5일 ~ 1999년 1월 26일    | 매주 화요일 밤 12시 10분 ~ 1시 5분     |
| MBC TV    | 1999년 10월 19일 ~ 1999년 10월 27일 | 매주 화요일 밤 12시 10분 ~ 1시 5분     |
| MBC TV    | 1998년 12월 15일                    | 화요일 밤 12시 15분 ~ 1시 5분          |
| MBC TV    | 1998년 12월 22일 ~ 1998년 12월 29일 | 매주 화요일 밤 12시 30분 ~ 1시 20분    |
| MBC TV    | 1999년 2월 2일                      | 화요일 밤 12시 20분 ~ 1시 10분         |
| MBC TV    | 1999년 5월 4일 ~ 1999년 10월 12일   | 매주 화요일 밤 12시 15분 ~ 1시 5분     |
| MBC TV    | 1999년 11월 2일 ~ 2000년 4월 11일   | 매주 화요일 밤 12시 20분 ~ 1시 10분    |
| MBC TV    | 2000년 4월 22일 ~ 2001년 8월 18일   | 매주 토요일 오전 10시 40분 ~ 11시 30분 |
| MBC TV    | 2001년 9월 1일 ~ 2001년 11월 3일    | 매주 토요일 오전 11시 15분 ~ 12시      |
| MBC TV    | 2001년 11월 10일 ~ 2002년 3월 30일  | 매주 토요일 아침 9시 45분 ~ 10시 25분  |